# Disuguaglianza di riarrangiamento
La disuguaglianza di riarrangiamento consiste nell'osservazione che il prodotto scalare fra due vettori è massimo (risp. minimo) quando le componenti dei vettori sono ordinate nello stesso modo (risp. in modo opposto).
Se le componenti dei vettori a e b sono
{\displaystyle a_{1}\geq a_{2}\geq \cdots \geq a_{n}}
{\displaystyle b_{1}\geq b_{2}\geq \cdots \geq b_{n}}
allora
{\displaystyle a_{1}b_{1}+a_{2}b_{2}+\cdots +a_{n}b_{n}}
è il valore massimo che può assumere il prodotto scalare fra i due vettori (quando le componenti sono ordinate nello stesso modo) e
{\displaystyle a_{1}b_{n}+a_{2}b_{n-1}+\cdots +a_{n}b_{1}}
è il valore minimo che lo stesso può assumere.

## Dimostrazione
Procediamo per assurdo: supponiamo che il valore massimo che può assumere il prodotto scalare non si possa ottenere con le componenti dei vettori a e b, ordinate nello stesso modo: 
{\displaystyle a_{1}\geq a_{2}\geq \cdots \geq a_{n}}
{\displaystyle b_{1}\geq b_{2}\geq \cdots \geq b_{n}}
Poniamo:{\displaystyle a_{p}\geq \ a_{m}} e :{\displaystyle b_{p}\leq \ b_{m}} (considerando le corrispondenze:{\displaystyle a_{a}=a_{1},a_{b}=a_{2}...} e {\displaystyle b_{a}=b_{1},b_{b}=b_{2}...} )
{\displaystyle \sum _{k=1}^{n}a_{k}b_{k}\leq \ \sum _{k\not \equiv \ m,p}^{n}a_{k}b_{k}+a_{p}b_{m}+a_{m}b_{p}}
molti elementi della prima serie si annullano con tutti gli elementi della seconda:
{\displaystyle a_{p}b_{p}+a_{m}b_{m}\leq \ a_{p}b_{m}+a_{m}b_{p}}
{\displaystyle a_{p}(b_{m}-b_{p})+a_{m}(b_{p}-b_{m})\geq \ 0}
{\displaystyle a_{p}(b_{m}-b_{p})-a_{m}(b_{m}-b_{p})\geq \ 0}
{\displaystyle (a_{p}-a_{m})(b_{m}-b_{p})\geq \ 0}
Questa disuguaglianza è sempre vera in base alle condizioni iniziali {\displaystyle a_{p}\geq \ a_{m}} e {\displaystyle b_{p}\leq \ b_{m}}
Questo dimostra che non è possibile maggiorare con un semplice scambio il prodotto {\displaystyle a_{n}b_{n}} quando le componenti a e b non sono ordinate allo stesso modo.
La dimostrazione andrebbe conclusa mostrando che per ogni catena di scambi maggiore di 2 non è possibile la maggiorazione.

## Uso
Questa disuguaglianza può essere usata per dimostrarne alcune più complesse come la disuguaglianza della media aritmetica e geometrica, la Disuguaglianza di Cauchy-Schwarz e la Disuguaglianza di Čebyšëv sulla somma.